# Country Music Hall of Fame
De Country Music Hall of Fame is een eerbetoon in de countrymuziek in het Country Music Hall of Fame and Museum in Nashville in de Amerikaanse staat Tennessee. Het eerbetoon en het museum worden beheerd door de Country Music Foundation.

## Hall of Fame
De volgende personen zijn opgenomen in de  Country Music Hall of Fame:
| Jaar | naam                       | functie                                            |
| ---- | -------------------------- | -------------------------------------------------- |
| 1961 | Fred Rose                  | songwriter en muziekuitgever                       |
| 1961 | Hank Williams sr.          | singer-songwriter                                  |
| 1961 | Jimmie Rodgers             | singer-songwriter en musicus                       |
| 1962 | Roy Acuff                  | singer-songwriter en muziekuitgever                |
| 1964 | Tex Ritter                 | zanger en acteur                                   |
| 1965 | Ernest Tubb                | zanger                                             |
| 1966 | Eddy Arnold                | singer-songwriter en acteur                        |
| 1966 | George Hay                 | ontwikkelaar en promotor                           |
| 1966 | Jim Denny                  | muziekbestuurder                                   |
| 1966 | Uncle Dave Macon           | entertainer en musicus                             |
| 1967 | Jim Reeves                 | singer-songwriter en pionier in de Nashville-sound |
| 1967 | Joe Frank                  | muziekbestuurder                                   |
| 1967 | Red Foley                  | zanger, musicus en acteur                          |
| 1967 | Steve Sholes               | muziekbestuurder                                   |
| 1968 | Bob Wills                  | musicus en songwriter                              |
| 1969 | Gene Autry                 | zanger en acteur                                   |
| 1970 | Bill Monroe                | zanger en pionier in de bluegrass                  |
| 1970 | Carter Family              | muziekgroep                                        |
| 1971 | Art Satherley              | muziekbestuurder                                   |
| 1972 | Jimmie Davis               | singer-songwriter                                  |
| 1973 | Chet Atkins                | musicus en muziekproducent                         |
| 1973 | Patsy Cline                | zanger                                             |
| 1974 | Owen Bradley               | muziekproducent                                    |
| 1974 | Pee Wee King               | singer-songwriter                                  |
| 1975 | Minnie Pearl               | komiek                                             |
| 1976 | Kitty Wells                | zanger                                             |
| 1976 | Paul Cohen                 | muziekproducent                                    |
| 1977 | Merle Travis               | musicus en songwriter                              |
| 1978 | Grandpa Jones              | musicus en komiek                                  |
| 1979 | Hank Snow                  | zanger                                             |
| 1979 | Hubert Long                | muziekbestuurder                                   |
| 1980 | Connie Gay                 | muziekbestuurder                                   |
| 1980 | Johnny Cash                | singer-songwriter                                  |
| 1980 | The Sons of the Pioneers   | muziekgroep                                        |
| 1981 | Grant Turner               | presentator                                        |
| 1981 | Vernon Dalhart             | zanger                                             |
| 1982 | Lefty Frizzell             | zanger                                             |
| 1982 | Marty Robbins              | zanger                                             |
| 1982 | Roy Horton                 | muziekbestuurder                                   |
| 1983 | Little Jimmy Dickens       | zanger                                             |
| 1984 | Floyd Tillman              | zanger                                             |
| 1984 | Ralph Peer                 | muziekbestuurder                                   |
| 1985 | Foggy Mountain Boys        | muziekgroep                                        |
| 1986 | The Duke of Paducah        | entertainer                                        |
| 1986 | Wesley Rose                | muziekbestuurder                                   |
| 1987 | Rod Brasfield              | komiek                                             |
| 1988 | Loretta Lynn               | singer-songwriter                                  |
| 1988 | Roy Rogers                 | zanger en acteur                                   |
| 1989 | Cliffie Stone              | muziekbestuurder                                   |
| 1989 | Hank Thompson              | zanger                                             |
| 1989 | Jack Stapp                 | muziekbestuurder                                   |
| 1990 | Tennessee Ernie Ford       | zanger                                             |
| 1991 | Felice en Boudleaux Bryant | songwriters                                        |
| 1992 | Frances Preston            | muziekbestuurder                                   |
| 1992 | George Jones               | zanger                                             |
| 1993 | Willie Nelson              | singer-songwriter en acteur                        |
| 1994 | Merle Haggard              | zanger                                             |
| 1995 | Jo Walker-Meador           | muziekbestuurder                                   |
| 1995 | Roger Miller               | singer-songwriter                                  |
| 1996 | Buck Owens                 | singer-songwriter                                  |
| 1996 | Patsy Montana              | zanger                                             |
| 1996 | Ray Price                  | zanger                                             |
| 1997 | Brenda Lee                 | zanger                                             |
| 1997 | Cindy Walker               | songwriter                                         |
| 1997 | Harlan Howard              | songwriter                                         |
| 1997 | Wayne Carson               | songwriter                                         |
| 1998 | Bud Wendell                | muziekbestuurder                                   |
| 1998 | Elvis Presley              | zanger                                             |
| 1998 | George Morgan              | zanger                                             |
| 1998 | Tammy Wynette              | singer-songwriter                                  |
| 1999 | Conway Twitty              | singer-songwriter                                  |
| 1999 | Dolly Parton               | singer-songwriter en actrice                       |
| 1999 | Johnny Bond                | singer-songwriter, komiek en acteur                |
| 2000 | Charley Pride              | zanger                                             |
| 2000 | Faron Young                | zanger                                             |
| 2001 | Bill Anderson              | singer-songwriter                                  |
| 2001 | Don Gibson                 | singer-songwriter                                  |
| 2001 | Don Law                    | muziekbestuurder                                   |
| 2001 | Homer en Jethro            | muziekgroep en komieken                            |
| 2001 | Ken Nelson                 | muziekproducent                                    |
| 2001 | Sam Phillips               | muziekproducent                                    |
| 2001 | The Delmore Brothers       | muziekgroep                                        |
| 2001 | The Everly Brothers        | muziekgroep                                        |
| 2001 | The Jordanaires            | muziekgroep                                        |
| 2001 | The Louvin Brothers        | muziekgroep                                        |
| 2001 | Waylon Jennings            | singer-songwriter en pionier in de outlaw-country  |
| 2001 | Webb Pierce                | zanger                                             |
| 2002 | Bill Carlisle              | zanger                                             |
| 2002 | Porter Wagoner             | zanger                                             |
| 2003 | Carl Smith                 | zanger                                             |
| 2003 | Floyd Cramer               | musicus                                            |
| 2004 | Jim Foglesong              | muziekbestuurder                                   |
| 2004 | Kris Kristofferson         | singer-songwriter                                  |
| 2005 | Alabama                    | muziekgroep                                        |
| 2005 | DeFord Bailey              | musicus                                            |
| 2005 | Glen Campbell              | zanger en musicus                                  |
| 2006 | George Strait              | zanger                                             |
| 2006 | Harold Bradley             | musicus                                            |
| 2006 | Sonny James                | zanger                                             |
| 2007 | Mel Tillis                 | singer-songwriter                                  |
| 2007 | Ralph Emery                | radio- en televisiepersoonlijkheid                 |
| 2007 | Vince Gill                 | singer-songwriter en musicus                       |
| 2008 | Emmylou Harris             | singer-songwriter                                  |
| 2008 | Ernest Stoneman            | singer-songwriter, en musicus                      |
| 2008 | The Statler Brothers       | muziekgroep                                        |
| 2008 | Tom T. Hall                | singer-songwriter                                  |
| 2009 | Barbara Mandrell           | zanger en musicus                                  |
| 2009 | Charlie McCoy              | musicus                                            |
| 2009 | Roy Clark                  | zanger en musicus                                  |
| 2010 | Billy Sherrill             | muziekproducent                                    |
| 2010 | Don Williams               | singer-songwriter                                  |
| 2010 | Ferlin Husky               | zanger                                             |
| 2010 | Jimmy Dean                 | zanger en acteur                                   |
| 2011 | Bobby Braddock             | songwriter                                         |
| 2011 | Jean Shepard               | zanger                                             |
| 2011 | Reba McEntire              | zanger en actrice                                  |
| 2012 | Connie Smith               | zanger                                             |
| 2012 | Garth Brooks               | zanger en songwriter                               |
| 2012 | Hargus Robbins             | musicus                                            |
| 2013 | Bobby Bare sr.             | zanger en songwriter                               |
| 2013 | Jack Clement               | musicus, songwriter en muziekproducent             |
| 2013 | Kenny Rogers               | zanger en songwriter                               |
| 2014 | Hank Cochran               | songwriter                                         |
| 2014 | Mac Wiseman                | zanger en musicus                                  |
| 2014 | Ronnie Milsap              | zanger en musicus                                  |